# Ferdinand Gerstung

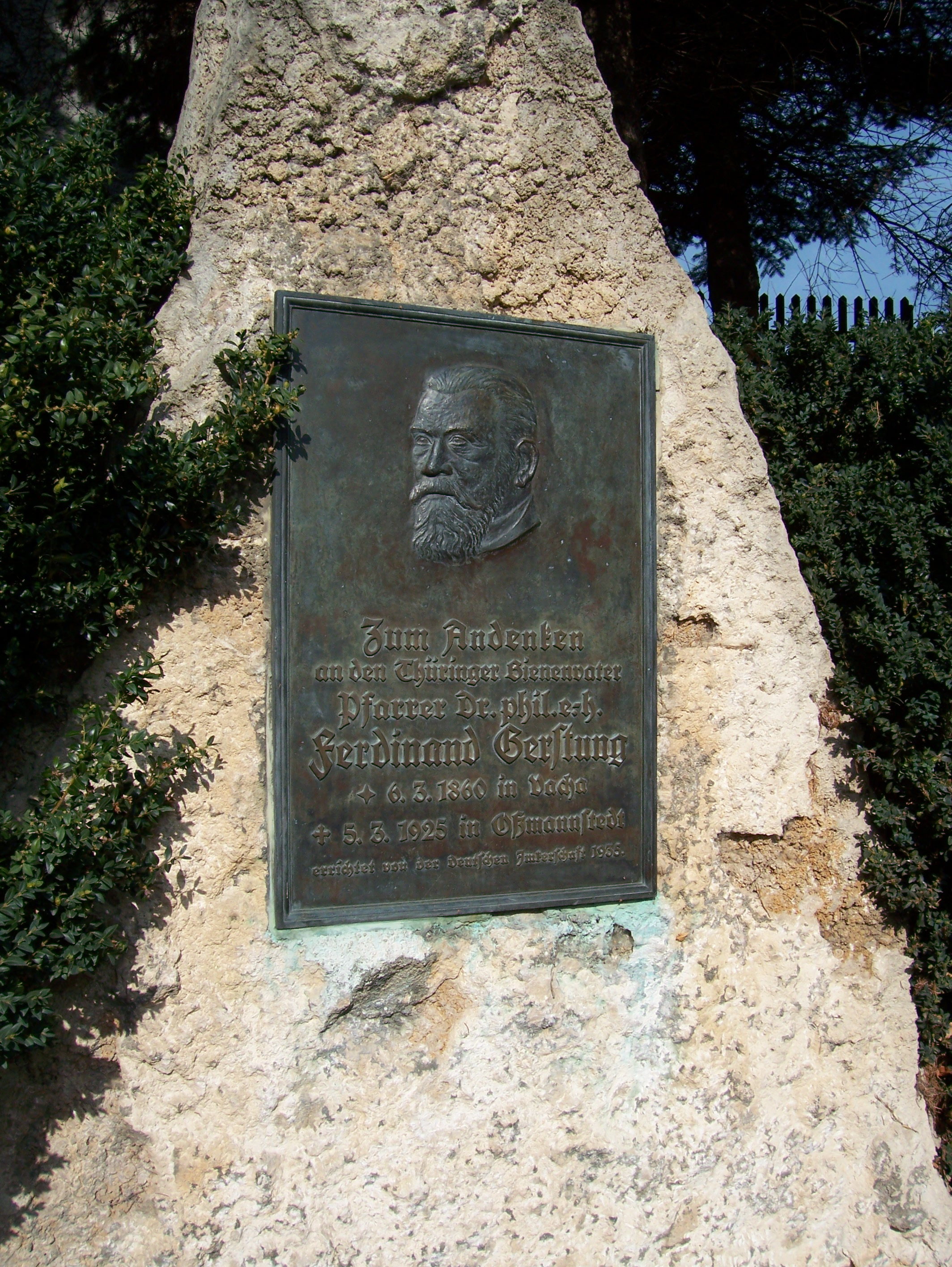
Gedenktafel an Ferdinand Gerstung in Oßmannstedt

Georg Ferdinand Gerstung (* 6. März 1860 in Vacha; † 5. März 1925 in Oßmannstedt) war ein deutscher Imker und gründete mit August Ludwig (1867–1951) den „Deutschen Reichsverein für Bienenzucht“, einen der Vorläufer des 1907 gegründeten „Deutschen Imkerbunds“.
Auf seine Anregung hin wurde 1907 mit dem Deutschen Reichs-Bienenzuchtmuseum des Deutschen Imkerbundes in Weimar das erste Museum seiner Art gegründet.
Zu seinem 60. Geburtstag erhielt er 1920 auf Antrag von Ludwig Plate die Ehrendoktorwürde der Universität Jena für seine Verdienste um Bienenkunde und Bienenwirtschaft.

## Leben
Ferdinand Gerstung entstammt einer im Werratal und in der Rhön ansässigen Familie. Sein Vater wurde für die Teilnahme an der Revolution von 1848/49 zu Festungshaft in Rastatt verurteilt. Nach Abschluss der Bürgerschule in Vacha wurde er in eine Vorbereitungsanstalt für das Gymnasium geschickt. Mit 14 Jahren kam er auf das Gymnasium in Eisenach. Während dieser Zeit hielt er sich zu Beobachtungszwecken zahlreiche Vogelarten. Durch die Beschaffung von Ameiseneiern zur Vogelfütterung erwachte sein Interesse an Ameisenkolonien, deren Untersuchung bald seine ganze Zeit in Anspruch nahm. Unzufrieden mit dem naturkundlichen Unterricht am Gymnasium gründete er mit Freunden einen naturwissenschaftlichen Verein, den „Kauzverein“.
Nach Abschluss des Gymnasiums mit 20 Jahren wollte er Arzt werden, widmete sich aber seiner Mutter und dem letzten Wunsch seines Großvaters zuliebe der Theologie. Im August 1883 bestand er mit Auszeichnung die Kandidatenprüfung und wurde Pfarrvikar in Ifta bei Eisenach am Fuße des Heldrasteins. Sein Vorgänger in der Pfarrei hatte umfangreiche Bienenzucht in Magazinkästen nach Johann Ludwig Christ betrieben, während ansonsten in dieser Gegend mit den „hessischen Pudelmützen“ Strohkörbe als Bienenwohnungen verbreitet waren. Der letzte Pfarrer hatte die Bienenvölker jedoch dem Müller im Ort geschenkt, und von diesem erhielt Gerstung im Tausch gegen einen Kanarienvogel einen Korb mit Bienen. Das war der Beginn seiner Zeit als Bienenzüchter. Nach Ludwig Huber baute sich Gerstung Dzierzon-Lagerbeuten, in denen sich die Bienen gut entwickelten, jedoch sehr schwierig zu behandeln waren. Parallel dazu ließ er sich Strohkörbe von 42 cm Höhe und 30 cm Durchmesser flechten, da die Bienen in den kleineren „Pudelmützen“ schnell vorlagen.
Nach dem Umzug nach Oßmannstedt 1886 ließ er sich einen 36-fächrigen Berlepsch-Stapel mit Ganzrahmen im Brutraum ausstatten. Im Vergleich zu den üblichen Halbrähmchen im Brutraum entwickelten sich die Bienenvölker zügiger. Er gab eine Zeitung mit dem Titel Die deutsche Bienenzucht heraus und vertrieb in einer neu gegründeten Fabrik Artikel für Bienenzuchtgeräte.
Gerstung fasste das Bienenvolk erstmals als einen Organismus höherer Ordnung auf. Nach Gerstungs Auffassung handelt es sich nicht mehr um ein „Bienenvolk“, sondern um einen Bien. „Der Bien ist ein Organismus“, dessen Funktionen durch den Futtersaftstrom reguliert werden. Diese so genannte organizistische Betrachtungsweise erklärt die Lebensvorgänge der Bienen auf eine grundlegend neue Weise und brachte Gerstung im Jahr 1920 die Ehrendoktorwürde Dr. phil. h. c. durch die  Universität Jena ein. Er hat die bisherigen Vorstellungen vom „Bienenstaat“ auf revolutionäre Weise verändert. Das von ihm verfasste Lehrbuch Der Bien und seine Zucht vermittelt dem Imker Theorie und Praxis einer am Bien orientierten, artgemäßen Bienenhaltung.

## Ehrungen

Ehrung Gerstungs im Wappen des Ortes

Die Gemeinde Oßmannstedt in Thüringen beschloss im Jahr 1953, ihm zu Ehren das Wappen des Ortes mit einer Biene zu verzieren.
Zu seinem 150. Geburtstag wurde in der Gemeinde Oßmannstedt die Straße An der Kirche ihm zu ehren in Ferdinand-Gerstung-Platz umbenannt.

## Werke (Auswahl)
- Das Grundgesetz der Brut- und Volksentwicklung des Biens. Bremen 1890.
- Der rechte Weg zur Erlernung und Ausbreitung rationeller Bienenzucht. Freiburg i. Br., Leipzig 1895.
- Immenleben – Imkerlust. Bremen 1890.
- Grundlagen für die rationelle Ein- und Durchwinterung der Bienen. Freiburg i. Br., Leipzig.
- Der Bien und seine Zucht. Pfenningstorff, Berlin. Insgesamt sieben Auflagen, letzte Auflage 1926.
- Der Bien und seine Zucht. Buschhausen, Herten. Nachdruck der 7. Aufl. von 1926. ISBN 978-3-946030-51-5. 1. Auflage 2019